# Rue de Belfort (Nancy)
Pour les articles homonymes, voir Rue de Belfort.
La rue de Belfort est une voie comprise au sein de la commune française de Nancy, dans le département de Meurthe-et-Moselle, en région Lorraine.

## Situation et accès
Placée au sein de l'ouest du ban communal de Nancy, d'une direction générale nord-sud, la rue de Belfort appartient administrativement au quartier Poincaré - Foch - Anatole France - Croix de Bourgogne. Elle débute au nord rue de la Commanderie, croise la rue Lazare-Carnot et aboutit au sud au carrefour partagé avec la rue du Général-Hoche.

## Origine du nom
Le nom de la rue rappelle le souvenir de la défense héroïque de Belfort, la seule ville qui soit restée à la France de toute l'Alsace lors de la guerre de 1870.

## Historique
C'est l'une des premières rues particulières construites par MM. Thiébaut et Vergeot en 1885, sur des emplacements d'anciens jardins. Construite dans le même lotissement que les rues Hoche, Kléber et Lazare Carnot, elle est classée en 1902.